# Młodzieżowe Drużynowe Mistrzostwa Polski na Żużlu 1997
Młodzieżowe Drużynowe Mistrzostwa Polski 1997 – zawody żużlowe, mające na celu wyłonienie medalistów młodzieżowych drużynowych mistrzostw Polski w sezonie 1997. Rozegrano eliminacje w czterech grupach oraz finał.

## Finał
- Grudziądz, 19 września 1997
- Sędzia: Ryszard Bryła

| Msc |                                                                                   | Drużyna / Zawodnik                                  | Biegi                           | Punkty |
| --- | --------------------------------------------------------------------------------- | --------------------------------------------------- | ------------------------------- | ------ |
| 1   |                                                                                   | GKM Browary Bydgoskie Grudziądz                     | GKM Browary Bydgoskie Grudziądz | 44     |
| 1   | Paweł Staszek Robert Dados Wiesław Ośkiewicz Jacek Basiński Grzegorz Knapp        | (3,3,3,3,3) (3,2,3,3,2) (1,3,2,2,2) (1,w,u) (3,0,2) | 15 13 10 1 5                    |        |
| 2   |                                                                                   | Polonia-Philips Piła                                | Polonia-Philips Piła            | 33     |
| 2   | Rafał Dobrucki Rafał Okoniewski Rafał Kowalski Krzysztof Pecyna Jacek Pionke      | (3,3,1,1,2) (3,2,w,u,3) (1,wu,2,3,1) (wu,1,1,3,3)   | 10 8 7 8 ns                     |        |
| 3   |                                                                                   | Unia Leszno                                         | Unia Leszno                     | 29     |
| 3   | Damian Baliński Adam Skórnicki Andrzej Szymański Maciej Jąder Marcin Tomkowiak    | (2,2,w,2,3) (1,3,3,2,1) (2,1,2,u,1) (2,1,0,1,d)     | 9 10 6 4 ns                     |        |
| 4   |                                                                                   | Iskra Ostrów Wielkopolski                           | Iskra Ostrów Wielkopolski       | 10     |
| 4   | Tomasz Jędrzejak Karol Malecha Przemysław Tajchert Paweł Łęcki Krzysztof Japiński | (0,2,0,0,0) (0,0,1,1,0) (u,0,0,2,0) (2,u,ns) (1,1)  | 2 2                             |        |